# 朝倉孝雄
朝倉孝雄（あさくら たかお 1968年10月22日- ）は日本のアメリカンフットボール指導者。現在、桜美林大学アメリカンフットボール部コーチを務めている。現役時代のポジションはラインバッカー。

## 経歴
早稲田大学高等学院在学中は主将を務め、クリスマスボウル優勝を果たした。、早稲田大学米式蹴球部でも主将を務めた。大学卒業後、東京銀行に入社、1992年から2001年までアサヒビールシルバースターに所属し 1994年、1995年、2001年にはライスボウル優勝を経験している。2001年にマサチューセッツ州立大学大学院に留学し、スポーツ経営学修士課程を修了、2003年より早稲田大学職員となりヘッドコーチ兼ディフェンスコーディネーターとなった。2004年度より監督兼ゼネラルマネージャーに就任し、2012年度退任。2016年度より桜美林大学アメリカンフットボール部コーチに就任。

## 著書
- 『アメリカンフットボール　ゲーム＆プレー』（ナツメ社、2009年）ISBN 9784816347696